# نیوه‌مانگ
نیوه مانگ فیلم سینمایی محصول ایران، اتریش و فرانسه ساخته سال ۲۰۰۶ میلادی به کارگردانی بهمن قبادی است. «نیوه مانگ» پس از فیلم‌های «زمانی برای مستی اسب‌ها» (۱۳۷۸)، «آوازهای سرزمین مادری‌ام» (۱۳۸۱) و «لاک‌پشت‌ها هم پرواز می‌کنند» (۱۳۸۲) چهارمین ساختهٔ بهمن قبادی است. این فیلم در جشنواره‌های متعدد بین‌المللی از جمله جشنواره فیلم سن‌سباستین شرکت کرده و جوایز معتبری را کسب نموده‌است.

## خلاصه داستان
«مامو»، نوازنده پیر و سرشناس کردستان، همراه فرزندانش سفری را برای اجرای کنسرت در عراق پس از صدام آغاز می‌کند. در این سفر، کاکو مرد میانسالی که خود را ارادت مند مامو می‌داند، به عنوان راننده و با اتوبوسی که از دوستش قرض گرفته‌است، او را همراهی می‌کند. مامو یکی یکی فرزندانش را که در نواحی مختلف زندگی می‌کنند جمع می‌کند، اما آخرین پسرش پیش از سوار شدن به اتوبوس از پدر می‌خواهد دقایقی از ماشین پیاده شود. پسر به مامو می‌گوید که «پیر» روستا گفته که بهتر است مامو به این سفر نرود زیرا هنگامی که ماه کامل شود برای او اتفاقی خواهد افتاد. مامو می‌گوید به هر طریق که باشد این سفر را ادامه خواهد داد زیرا سال‌هاست جلوی کارش گرفته شده‌است. مامو به سراغ زن خواننده‌ای به نام هشو (به معنای خوشهٔ انگور) می‌رود که سال‌هاست همراه ۱۳۳۴زن دیگر در تبعید زندگی می‌کند اما هشو صدای پیشین اعتماد به نفسش از دست داده‌است. آن‌ها در مسیر عبور از مرز با حوادث و موانع متفاوتی روبه رو می‌شوند.

## دربارهٔ فیلم
چهارمین فیلم سینمایی بهمن قبادی فیلمساز کرد ایرانی مانند سه فیلم پیشین او به درد و رنج مردم کرد می‌پردازد و بازمانند سه فیلم قبلی، نه به کردهای یک کشور بلکه به سرگذشت مردم اقلیمی یگانه و بزرگتر به نام «کردستان» نظر دارد.
فیلم در روستایی در کردستان ایران شروع می‌شود. کاکو کردی سرزنده و ساده دل است که از کار رانندگی اتوبوس روزگار می‌گذراند، اما به هنر موسیقی، به ویژه موسیقی سنتی مردم خود علاقه‌ای وافر دارد. او در گیر و دار یک معرکه جنگ خروس با تلفن همراه (موبایل) پیامی از «استاد مامو» دریافت می‌کند.
استاد مامو موسیقی‌دان یا نوازنده‌ای سالخورده‌است که همهٔ کردهای هنردوست، مانند کاکو او را بزرگ‌ترین استاد زنده موسیقی کردی می‌دانند و برایش احترامی بی حد قایل هستند. او طبعاً به خاطر سیاست‌های هنری رایج در جمهوری اسلامی ایران از زندگی فعال هنری بازمانده‌است.
در عراق رژیم بعثی سقوط کرده‌است. کردهای کشور پس از تحمل ده‌ها سال اسارت و بی داد، سرانجام در مناطق خود به آزادی دست یافته‌اند و پس از ۳۷ سال اختناق بی‌رحمانه توانسته‌اند با هویت قومی خود یگانه شوند. این رویداد تاریخی نه تنها برای کردهای عراق بلکه برای تمام کردهای منطقه که در کشورهای عراق، ایران، ترکیه و سوریه پراکنده هستند، خبری فرخنده‌است.

## موسیقی: عنصری از هویت فرهنگی
بهمن قبادی در برنامه آپارات بی‌بی‌سی فارسی عنوان نمود یک تهیه‌کننده انگلیسی پیشنهاد ساخت فیلمی به مناسبت دویست و پنجاهمین سالگرد تولد ولفگانگ آمادئوس موتسارت، آهنگساز اتریشی را به من داد. او گفت می‌خواهم در پروژه‌ای باشی که پنج فیلمساز از پنج نقطه دنیا پنج فیلم به همین مناسبت می‌سازند. من هم تصمیم گرفتم که یک موتسارت امروزی درست کنم. به اعتقادم موتسارت یک شخص نیست، بلکه روحی است که در خیلی از آهنگسازهای امروزی می‌توانیم او را کشف کنیم. یکی از اینها ' مامو' هست که متأسفانه مدتی پیش فوت کرد. من خواستم موتسارت کردی بسازم در سرزمینی که موسیقی همچنان در بند است و زنان حق خواندن ندارند. در این فیلم هر سکانس قرار است که بخشی از شخصیت موتسارت را تعریف کند. او کسی بود که اعتقاد به جادو داشت، اعتقاد داشت که موسیقی می‌تواند معجزه کند. باور به مرگ داشت و مرگ دغدغه و مسئله اصلی‌اش بود. به همین خاطر من دو سه سکانس به مرگ اشاره می‌کنم.
استاد مامو که کردی اصیل و غیرتمند است، قصد دارد به گونه‌ای شایسته و ماندگار همبستگی خود را با کردهای عراق ابراز کند؛ پس تصمیم می‌گیرد با اهدای موسیقی خود سهم خود را در شکوفایی فرهنگ کرد ادا کند.
استاد مامو که از شوق آزادی کردهای عراق سر از پا نمی‌شناسد، در واپسین روزهای زندگی آرزویی جز این ندارد که برای هم تباران خود در آن سوی مرزهای ایران کنسرتی اجرا کند که «فریاد آزادی خلق» باشد.
این آرزو وجود استاد مامو را فرا می‌گیرد و او پس از تلاش و تقلای فراوان موفق می‌شود هم از مقامات ایران اجازه سفر به عراق را بگیرد و هم از کردهای عراق اجازه برگزاری کنسرت را در یکی از شهرهای بزرگ آن دیار.
استاد مامو ده پسر دارد که هر یک از آن‌ها نوازنده‌سازی سنتی است. استاد مامو که هم حیثیت و اعتبار بسیار دارد و هم نفوذ کلامی قوی، فرزندان خود را قانع می‌کند که با او به این سفر پرمخاطره بروند. مامو و فرزندانش در اتوبوس کاکو جای می‌گیرند و از کردستان ایران به سوی مرز عراق راه می‌افتند.
با آغاز مسافرت گروه نوازندگان در دل طبیعت سرشار و پرتنوع کردستان، شالوده یک «فیلم جاده‌ای» کمابیش پرماجرا قوام می‌گیرد که با شور و شادی و امید شروع می‌شود، اما در هر قدم به یأس و اندوه و شکست نزدیک‌تر می‌شود.
استاد مامو که می‌داند کنسرت او بدون صدای زن جلوه و رونقی نخواهد داشت، به سراغ خواننده‌ای قدیمی به نام هشو می‌رود که «صدای آسمانی» او زبانزد همگان است. (با بازی هدیه تهرانی که به رغم گریم همچنان جوان و گیراست!)
خانم خواننده در روستایی کمابیش «رؤیایی» مسکن دارد که انبوهی از زنان زیبارو با حرکات دل-فریب و جامه‌های رنگین آن را تسخیر کرده‌اند. جاگیری پیکرها و میزانسن صحنه یادآور نمایش‌های آیینی بهرام بیضایی در سینما و تئاتر است.
با وجود مقاومت فراوان زن خواننده، استاد مامو سرانجام موفق می‌شود او را نیز از کنج نومیدی و انزوا بیرون بکشد و با گروه خود همراه کند. و این البته در ایران امروز آغاز گرفتاری است. زنی تنها در میان یک دوجین مرد غریبه به عراق سفر می‌کند آن هم برای آواز خوانی!
وحشت سرگردانی
استاد مامو پیوسته با موجی از خیال یا «تجلی» رو به روست که به گونه‌ای فشرده و نمادین سرنوشت او و قومش را به یادش می‌آورند. ترجیع بند یا موتیف مرکزی این رؤیاها تابوتی است که روی زمین لخت سرگردان است. مامو که مرگ خود را نزدیک می‌بیند، بارها خود را خفته در تابوتی می‌بیند که زنی مرموز به دشواری آن را به دنبال خود می‌کشد.
مامو که از شوق برپایی کنسرتی بزرگ برای کردهای عراق جانی تازه گرفته و می‌کوشد خوش‌بینی و امید را در فرزندان خود نیز زنده نگه دارد، خود به گونه‌ای مرموز و ناشناخته پیشاپیش ناکامی و شکست را احساس می‌کند.
احیای موسیقی اصیل کرد در عراق، برای مامو نوعی رسالت قدسی یا روحانی است که به رغم مخاطرات باید انجام بگیرد. موقعی خواننده زن در ته اتوبوس در حال تمرین ترانه‌ای پرسوز و گداز با استاد مامو است، مرزبانان ایرانی راه بر اتوبوس می‌بندند. صحنه‌ای گویا از ناتوانی آرزوهای نجیب قومی در مصاف با زور و اقتدار. زن با خفت و خواری زیر کف ماشین مخفی می‌شود و تخته چوبی مثل در تابوت روی او فرود می‌آید.
مأموران مسلح با گروه نوازندگان چون مشتی جنایتکار برخورد می‌کنند. به آن‌ها توهین می‌کنند و سازهاشان را می‌شکنند. در جستجوی ماشین زن را می‌یابند، او را دستگیر می‌کنند و با خود می‌برند. با وجود این ضربه، مامو و فرزندانش خسته و دلشکسته به تلاش خود برای رفتن به کردستان عراق ادامه می‌دهند.
نزول فرشته
این فیلم هم مثل سایر فیلم‌های بهمن قبادی پایانی نمادین دار. در مراحل پایانی سفر که مسافران در دشت‌های سرد و برف پوش مناطق مرزی ایران و عراق و ترکیه به سختی پیش می‌روند، زنی به معنای واقعی کلمه، از آسمان بر سر آن‌ها نازل می‌شود و بر سقف اتوبوس فرود می‌آید. این زن طبعاً تنها می‌تواند زنی باشد خیالی یا «اسطوره‌ای»، یا بنا به میراث ادبی صادق هدایت «زنی اثیری»، که این بار هدایت مسافران کرد را به عهده می‌گیرد.
زنی فرشته وش به نام «نیوه مانگ» (یا نیمه ماه) با صدایی مرموز چون وحی یا ندایی آسمانی. او به استاد مامو و فرزندان هنرمندش می‌گوید که اگر به او اعتماد کنند و به همراهش بروند، می‌تواند آن‌ها را به محل کنسرت برساند. شاید استعاره‌ای خیالی یا نمودی از فرشته‌ای موعود که مقدر است طبق افسانه‌ای مردمی به سرگردانی قوم پایان دهد.
از این پس مرز رؤیا و واقعیت، گذشته و آینده و نماد و اسطوره و همه چیزهای متعالی، به همراه شیرازه نه چندان محکم فیلم، به هم می‌ریزد.
در صحنه‌های پایانی فیلم مامو و فرزندان هنرمندش چون مشتی آوارگان غارت زده در کوه و کمر سرگردان مانده‌اند. در زمین‌های مرزی سه کشور ایران و عراق و ترکیه که کردها در هر سه آن‌ها رگ و ریشه دارند، اما هیچ‌کدام به آن‌ها تعلق ندارد.
کابوس‌های خیالی مامو سرانجام تحقق می‌یابد، اما نه در عالم واقع، بلکه در هیئت کابوسی تیره‌تر: تابوت حامل او در مرزهای سه کشور کردنشین سرگردان است، و او سرانجام در آغوش مرگ لبخند می‌زند. کنایه به سرنوشت قومی سرگردان که برای مردن هم زمینی از آن خود ندارد.
فیلم «نیمهٔ ماه» در جشنواره‌های سینمایی بسیاری شرکت کرده و مورد ستایش قرار گرفته‌است.

## جوایز
- جایزهٔ بزرگ صدف طلایی (Golden Shell)، از پنجاه و چهارمین دورهٔ جشنوارهٔ بین‌المللی فیلم سن سباستین، اسپانیا، مهر ۱۳۸۵
- جایزهٔ بهترین فیلم‌برداری از پنجاه و چهارمین دورهٔ جشنوارهٔ بین‌المللی فیلم سن سباستین، اسپانیا، مهر ۱۳۸۵
- جایزه انجمن منتقدان بین‌المللی (فیپرشی)، از پنجاه و چهارمین دورهٔ جشنوارهٔ بین‌المللی فیلم سن سباستین، اسپانیا، مهر ۱۳۸۵
- جایزهٔ برتر جشنوارهٔ اوراسیا، قزاقستان
- برندهٔ جایزهٔ فیلم منتخب تماشاگران جشنوارهٔ فیلم استانبول